# Indische Cricket-Nationalmannschaft in Bangladesch in der Saison 2007
Die Tour der indischen Cricket-Nationalmannschaft nach Bangladesch in der Saison 2007 fand vom 10. bis zum 29. Mai 2007 statt. Die internationale Cricket-Tour war Bestandteil der Internationalen Cricket-Saison 2007 und umfasste zwei Tests und drei ODIs. Indien gewann die Test-Serie 1–0 und die ODI-Serie 2–0.

## Vorgeschichte
Direkt vor der Tour fand der Cricket World Cup 2007 statt, bei dem Bangladesch gegen Indien in der Vorrunde gewann und diese daher ausschieden. Bangladesch scheiterte anschließend in der Super-8-Runde.
Das letzte Aufeinandertreffen der beiden Mannschaften bei einer Tour fand in der Saison 2004/05 in Bangladesch statt.
Während der Tour wurde der erste Test im Sher-e-Bangla National Cricket Stadium in Dhaka ausgetragen, der das Bangabandhu National Stadium als bisherige Heimstätte des bangladeschischen Crickets ablöste.

## Stadien
Die folgenden Stadien wurden für die Tour als Austragungsort vorgesehen.
| Stadion                                | Stadt      | Kapazität | Spiele               |
| -------------------------------------- | ---------- | --------- | -------------------- |
| Chittagong Divisional Stadium          | Chittagong | 20.000    | 1. Test; 3. ODI      |
| Sher-e-Bangla National Cricket Stadium | Dhaka      | 26.000    | 2. Test; 1. & 2. ODI |

## Kaderlisten
Indien benannte seine Kader am 20. April 2007.
Bangladesch benannte seinen ODI-Kader am 30. April 2007.
| Test | Test | ODI | ODI |
| Bangladesch | Indien | Bangladesch | Indien |
| --- | --- | --- | --- |
| - Hibibul Bashar (K) - Mohammad Ashraful (VK) - Enamul Haque jnr - Javed Omar - Khaled Mashud (wk) - Mashrafe Mortaza - Mehrab Hossain jnr - Mohammad Rafique - Mohammad Sharif - Rajin Saleh - Shahadat Hossain - Shahriar Nafees - Shakib Al Hasan - Syed Rasel - Tushar Imran | - Rahul Dravid (K) - Sachin Tendulkar (VK) - Mahendra Singh Dhoni (wk) - Sourav Ganguly - Wasim Jaffer - Dinesh Karthik - Zaheer Khan - Anil Kumble - VVS Laxman - Munaf Patel - Rajesh Pawar - Ramesh Powar - Ishant Sharma - RP Singh - Vikram Singh - Yuvraj Singh | - Hibibul Bashar (K) - Mohammad Ashraful (VK) - Abdur Razzak - Aftab Ahmed - Farhad Reza - Javed Omar - Mashrafe Mortaza - Mohammad Rafique - Mushfiqur Rahim (wk) - Shahadat Hossain - Shahriar Nafees - Shakib Al Hasan - Syed Rasel - Tamim Iqbal | - Rahul Dravid (K) - Piyush Chawla - Mahendra Singh Dhoni (wk) - Gautam Gambhir - Dinesh Karthik - Zaheer Khan - Dinesh Mongia - Munaf Patel - Ramesh Powar - Virender Sehwag - RP Singh - Sreesanth - Manoj Tiwary - Robin Uthappa |

## One-Day Internationals

### Erstes ODI in Dhaka
| 10. Mai Scorecard | Dhaka | Bangladesch 250 (47/47)                   | – | Indien 253-5 (46/47) |
|                   |       | Indien gewinnt mit 5 Wickets (D/L method) |   |                      |

### Zweites ODI in Dhaka
| 12. Mai Scorecard | Dhaka | Indien 284-8 (49/49)                    | – | Bangladesch 238-9 (49/49) |
|                   |       | Indien gewinnt mit 46 Runs (D/L method) |   |                           |

### Drittes ODI in Chittagong
| 15. Mai Scorecard | Chittagong | Bangladesch    | – | Indien |
|                   |            | Spiel abgesagt |   |        |

## Tests

### Erster Test in Chittagong
| 18. – 22. Mai Scorecard | Chittagong | Indien 387-6d (97) & 100-6d (24) | – | Bangladesch 238 (68.2) & 104-2 (28) |
|                         |            | Remis                            |   |                                     |

### Zweiter Test in Dhaka
| 25. – 29. Mai Scorecard | Dhaka | Indien 610-3d (153)                           | – | Bangladesch 118 (37.2) & 253 (57.3) (f/o) |
|                         |       | Indien gewinnt mit einem Innings und 239 Runs |   |                                           |

## Statistiken
Die folgenden Cricketstatistiken wurden bei dieser Tour erzielt.
| Tests            | Tests       | Tests   | Tests   | Tests   | Tests   | Tests   | Tests   | Tests   |
| Batting          | Batting     | Batting | Batting | Batting | Batting | Batting | Batting | Batting |
| Spieler          | Mannschaft  | Spiele  | Innings | Runs    | Average | HS      | 100s    | 50s     |
| ---------------- | ----------- | ------- | ------- | ------- | ------- | ------- | ------- | ------- |
| Sachin Tendulkar | Indien      | 2       | 3       | 254     | 127,00  | 122*    | 2       | 0       |
| Dinesh Karthik   | Indien      | 2       | 3       | 207     | 69,00   | 129     | 1       | 1       |
| Rahul Dravid     | Indien      | 2       | 3       | 192     | 64,00   | 129     | 1       | 1       |
| Mashrafe Mortaza | Bangladesch | 2       | 3       | 151     | 50,33   | 79      | 0       | 2       |
| Wasim Jaffer     | Indien      | 2       | 3       | 138     | 69,00   | 138*    | 1       | 0       |
| Bowling          |             |         |         |         |         |         |         |         |
| Spieler          | Mannschaft  | Spiele  | Overs   | Wickets | Average | BBI     | 5W      | 10W     |
| Zaheer Khan      | Indien      | 2       | 40      | 8       | 21,87   | 5/34    | 1       | 0       |
| Ramesh Powar     | Indien      | 2       | 42      | 6       | 19,66   | 3/33    | 0       | 0       |
| RP Singh         | Indien      | 2       | 38      | 6       | 21,66   | 3/45    | 0       | 0       |
| Mashrafe Mortaza | Bangladesch | 2       | 64.3    | 6       | 38,83   | 4/97    | 0       | 0       |
| Mohammad Rafique | Bangladesch | 2       | 77      | 6       | 51,16   | 3/27    | 0       | 0       |

| ODIs             | ODIs        | ODIs    | ODIs    | ODIs    | ODIs    | ODIs    | ODIs    | ODIs    |
| Batting          | Batting     | Batting | Batting | Batting | Batting | Batting | Batting | Batting |
| Spieler          | Mannschaft  | Spiele  | Innings | Runs    | Average | HS      | 100s    | 50s     |
| ---------------- | ----------- | ------- | ------- | ------- | ------- | ------- | ------- | ------- |
| MS Dhoni         | Indien      | 2       | 2       | 127     | 127,00  | 91*     | 0       | 1       |
| Gautam Gambhir   | Indien      | 2       | 2       | 122     | 61,00   | 101     | 1       | 0       |
| Javed Omar       | Bangladesch | 2       | 2       | 91      | 45,50   | 80      | 0       | 1       |
| Rahul Dravid     | Indien      | 2       | 2       | 64      | 64,00   | 42*     | 0       | 0       |
| Dinesh Karthik   | Indien      | 2       | 2       | 64      | 64,00   | 58*     | 0       | 1       |
| Bowling          |             |         |         |         |         |         |         |         |
| Spieler          | Mannschaft  | Spiele  | Overs   | Wickets | Average | BBI     | 5W      | 10W     |
| Syed Rasel       | Bangladesch | 2       | 19      | 4       | 28,75   | 2/49    | 0       | 0       |
| Piyush Chawla    | Indien      | 1       | 10      | 3       | 12,33   | 3/37    | 0       | 0       |
| Ramesh Powar     | Indien      | 2       | 20      | 3       | 29,00   | 2/55    | 0       | 0       |
| Mohammad Rafique | Bangladesch | 2       | 20      | 3       | 35,33   | 3/59    | 0       | 0       |
| Dinesh Mongia    | Indien      | 2       | 18      | 3       | 35,33   | 3/49    | 0       | 0       |

## Player of the Series
Als Player of the Series wurden die folgenden Spieler ausgezeichnet.
| Serie | Player of the Series |
| ----- | -------------------- |
| Test  | Sachin Tendulkar     |
| ODI   | MS Dhoni             |

### Player of the Match
Als Player of the Match wurden die folgenden Spieler ausgezeichnet.
| Spiel   | Player of the Match |
| ------- | ------------------- |
| 1. ODI  | MS Dhoni            |
| 2. ODI  | Gautam Gambhir      |
| 1. Test | Mashrafe Mortaza    |
| 2. Test | Zaheer Khan         |